# Paul Robbins
Paul F. Robbins (* 2. September 1967 in Colorado) ist ein US-amerikanischer Geograph und Direktor des Nelson Institute for Environmental Studies an der University of Wisconsin–Madison. Er forscht und publiziert zu den Themen global change sowie Politische Ökologie und ist Autor des einführenden Werks Political Ecology: A Critical Introduction (Blackwell, 2004, 2011).

## Leben
Robbins wurde in Colorado geboren und wuchs auch dort auf. Zunächst konzentrierte er seine Arbeit auf die Analyse der politischen Bedingungen für Naturschutz von Waldgebieten in Rajasthan (Indien). Dort leben einige der letzten Wölfe des Subkontinents. 1996 erlangte er den Ph.D. an der Clark University. Anschließend war Robbins an der Ohio State University und der University of Arizona beschäftigt, bevor er 2012 an die University of Wisconsin–Madison wechselte.

## Veröffentlichungen (Auswahl)
- Paul Robbins: Political Ecology: A Critical Introduction (Blackwell Critical Introductions to Geography), 2004, ISBN 978-1-4051-0266-7
- Paul Robbins: Lawn People: How Grasses, Weeds, and Chemicals Make Us Who We Are, 2007, ISBN 978-1-59213-579-0
- Paul  Robbins (Hrsg.): Encyclopaedia of environment and society, 2007, doi:10.4135/9781412953924
- Richard Peet, Paul Robbins, Michael J. Watts (Hrsg.): Global Political Ecology, 2010, ISBN 978-0-415-54815-1
- Paul Robbins, J Hintz, Sarah Moore (Hrsg.): Environment and Society: A Critical Introduction. 2014, ISBN 978-1-118-45156-4
- Sallie Marston, S., Paul Knox, Diana Liverman, Vinnie Del Casino, and Paul Robbins. 2017. World Regions in Global Context.  Prentice Hall. ISBN 0-13-418272-3